# Вибидия
Виби́дия (лат. Vibidia; родилась, предположительно, до 25 года до н. э. — умерла после 48 года) — римская государственная деятельница и жрица, предположительно занимавшая должность старшей весталки во время заговора Мессалины.

## Происхождение
Вибидия происходила из неименитого плебейского рода, представители которого впервые появляются в сохранившихся письменных источниках начиная, приблизительно, с 30 года до н. э. — времени, когда была опубликована вторая книга сатир Горация. В ней, помимо других, фигурирует Вибидий, приятель Гая Цильния Мецената и званый гость на пиру у некоего Насидиена. Среди прочих Вибидиев следует отметить также Квинта Вибидия Седата, дуумвира в Ноле (30 год), и Секста Вибидия, сына Луция, Виррона, из Сергиевой трибы, «заведомого расточителя», которого в 17 году император Тиберий удалил из сената вместе с Марием Непотом, Аппием Аппианом, Корнелием Суллой и Квинтом Вителлием. Дочерью этому Вибидию Виррону, предположительно, и приходилась весталка.

## Биография
В историографии рождение Вибидии предположительно относят к периоду до конца 3-й четверти I века до н. э. Согласно британскому антиковеду Т. Уайзмену, она могла происходить из Корфиния — центра италийского племени пелигнов, который располагался на Валериевой дороге в долине реки Атерн, недалеко от места, где она резко поворачивает на северо-восток к Адриатическому морю. 
В 48 году Вибидия была старейшей из всех весталок (vetustissima), когда Валерия Мессалина, жена императора Клавдия, подозревалась в заговоре против принцепса и любовной связи с сенатором, консулом-десигнатом Гаем Силием. Когда Мессалине «грозная и внезапно нагрянувшая опасность не оставила времени на размышление», она поторопилась навстречу мужу — «показаться ему на глаза, и одновременно распорядилась, чтобы Британник и Октавия также поспешили в объятия отца». Предварительно, императрица упросила и Вибидию добиться беседы с великим понтификом (то есть с Клавдием) и «склонить его к снисходительности». По свидетельству Тацита, не меньше тогда «тревожились и в окружении Цезаря, ибо считалось, что префект преторианцев Гета ненадёжен, и в одинаковой мере способен на честное и на бесчестное». 
Тогда один из влиятельных либертинов при дворе Клавдия, занимавший пост ответственного за переписку (praepositus ab epistulis), Тиберий Клавдий Нарцисс, собрав единомышленников, стал утверждать, что «нету другого способа обеспечить Цезарю безопасность, как передать начальствование над воинами на один день кому-либо из придворных», и заявил, что готов возглавить преторианцев. А чтобы при переезде в Рим приближённые принцепса Луций Вителлий и Цецина Ларг «не изменили настроения Клавдия и не поколебали его решимости, потребовал предоставить и ему место в императорской повозке».
Вот, как описывает дальнейшее развитие тех событий Корнелий Тацит:

«Немного погодя, при въезде в Рим, перед Клавдием предстали бы их общие дети, если бы Нарцисс не распорядился их удалить. Но он не мог помешать Вибидии горячо и настойчиво требовать, чтобы Клавдий не обрёк на гибель супругу, не выслушав её объяснений. Нарцисс ответил весталке, что принцепс непременно выслушает жену и она будет иметь возможность очиститься от возводимого на неё обвинения; а пока пусть благочестивая дева возвращается к отправлению священнодействий».
— Корнелий Тацит. Анналы, XI, 34 (4—5).
Перед повозкой с императором предстала и сама Мессалина. Она «умоляла выслушать мать Октавии и Британника, но её заглушил обвинитель, который начал рассказывать Клавдию про Силия, про свадьбу; тут же, чтобы отвлечь от неё глаза принцепса, он вручил ему памятную записку с перечислением её любовных связей». И Нарцисс, увидев колебания Клавдия, отдал приказ об убийстве императрицы.
Из эпиграфических источников известен некий Секст Вибидий Филерос, вольноотпущенник римской весталки. Антиковеды полагают, что он мог быть либертином именно Вибидии.

## Память
Ещё при жизни Вибидии греки воздвигли в её честь статую, когда во времена правления императора Августа (между 27 годом до н. э. и 14 годом н. э.) она посетила Афины вместе со своим предполагаемым отцом-сенатором; Тимоти Уайзмен датировал это событие периодом около 9 года до н. э. В честь Вибидии назван также один из кратеров крупнейшей малой планеты Солнечной системы.